# Ignacio Fernández Sarasola
Ignacio Fernández Sarasola (1970) es un profesor e investigador español, profesor de Derecho Constitucional de la Universidad de Oviedo, especializado en el estudio de la historia constitucional de España.
Es autor de obras como Poder y libertad: los orígenes de la responsabilidad del Ejecutivo en España (1808-1823) (2001), La función de Gobierno en la Constitución española de 1978 (2002), Proyectos constitucionales en España (1786-1824) (2004), La Constitución de Bayona (1808) (2007), Los partidos políticos en el pensamiento español. De la Ilustración a nuestros días (2009), entre otras.
También ha editado Valentín de Foronda. Escritos políticos y constitucionales (2002).